# 飛越太空山
飛越太空山是一座設於世界上5座迪士尼樂園的室內過山車。這名字源於所謂的「mountain ranges」，並出現除上海迪士尼乐园外在所有迪士尼樂園或神奇王國風格主題樂園。由於飛越太空山出現在明日世界或者發明世界，巨大的圓錐形建築物外表看起來像一個未來的超脫塵俗的山，因此給予「飛越太空山」的名字。
密封式設計使得要照明控制，有選擇地隱藏部分軌道。這使得天花板內，以提供一個平面作投影星星和其他圖案。它也使建築的外觀非常現代化並經歷時間的考驗。
飛越太空山初次於1975年在華特迪士尼世界度假區，於1977年在迪士尼樂園度假區，於1983年在東京迪士尼樂園，於1995年在巴黎迪士尼樂園，及於2005年在香港迪士尼樂園開始營運。2016年开业的上海迪士尼樂園的明日世界不设有「飛越太空山」（Space Mountain）景点，取而代之的是以《創：光速戰記》（Tron）為主題的半室內骑行雲霄飛車「創極速光輪」。

## 神奇王國

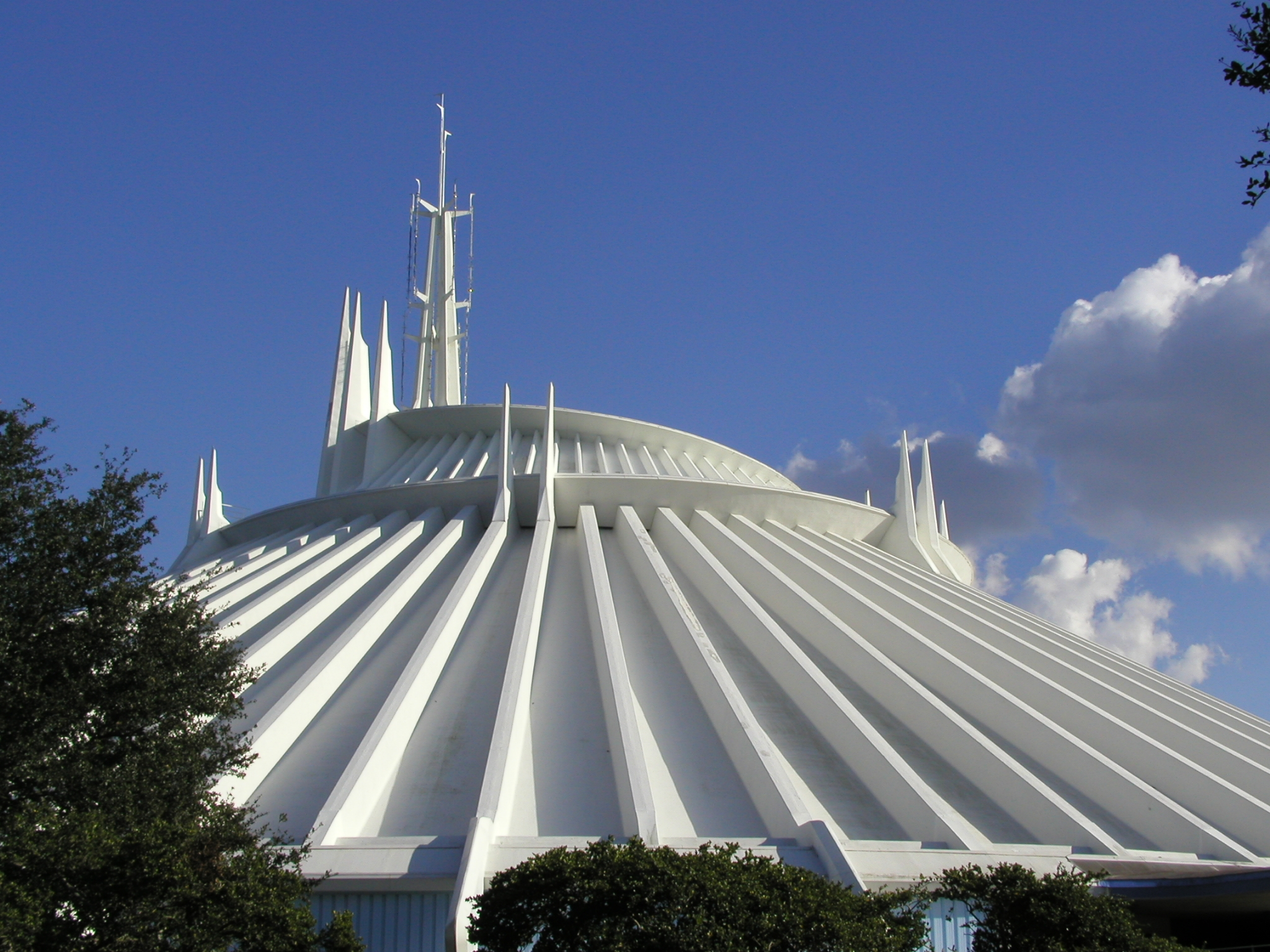
神奇王國的飛越太空山

### 設施資料
- 開幕日期: 1975年1月15日
- 建築半徑: 300 尺
- 最陡峭下跌: 39 度

## 迪士尼樂園

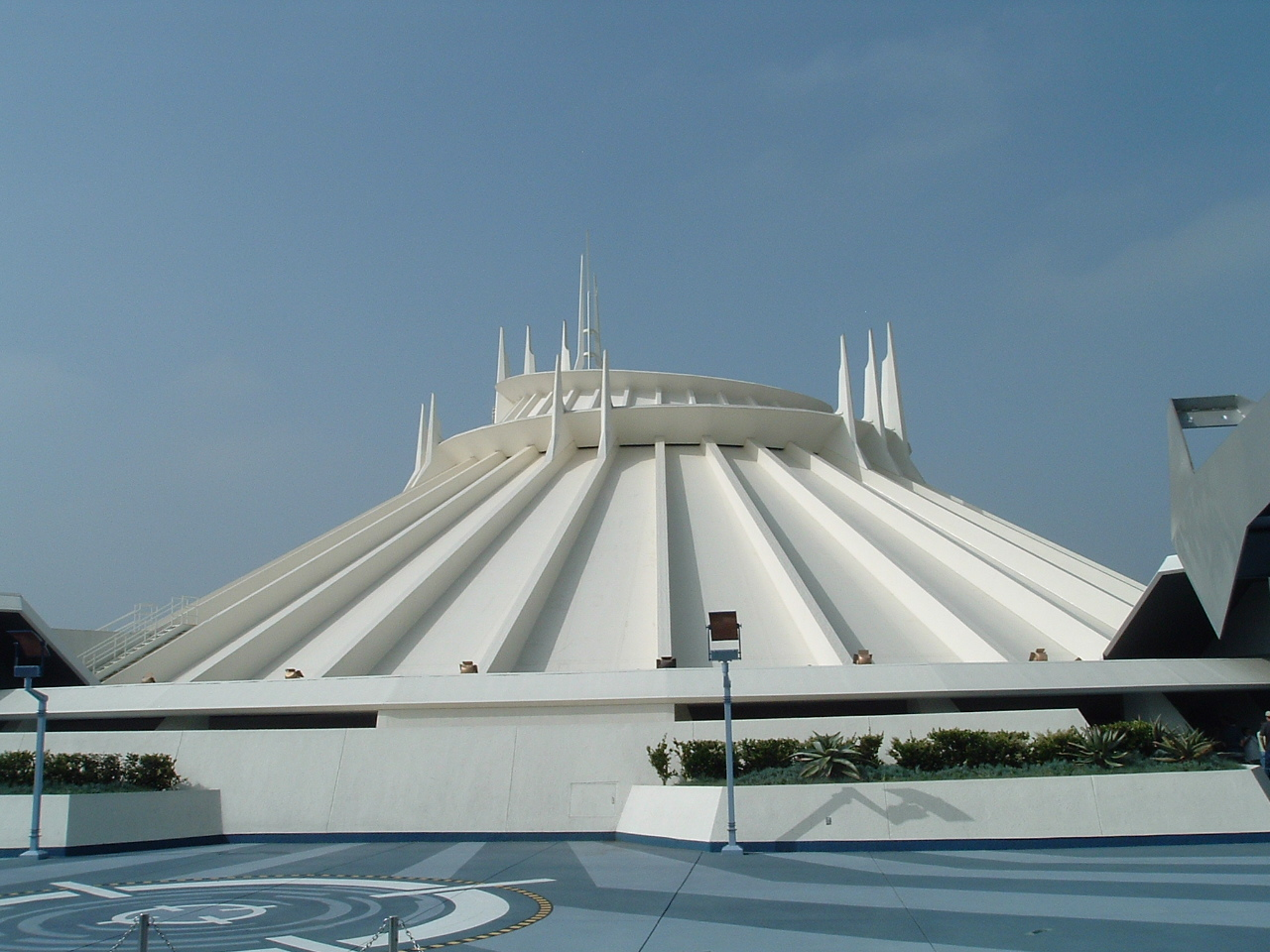
迪士尼樂園的飛越太空山

### 設施資料
- 開幕日期: 1977年5月27日
- 關閉日期: 2003年4月9日
- 重開日期: 2005年7月15日
- 車輛: 12
  - 車輛主題: 火箭
- 建築半徑: 200 尺 (61 公尺)
- 最大落差: 27 尺 (8.18 公尺)
- 體積: 1.8 百萬立方尺 (51,000 立方公尺)
- 需要的票: "E"
- 配樂: Space Mountain, 由Michael Giacchino作曲 (2005年-現在)
  - 過去配樂: Camille Saint-Saëns' Aquarium, performed by Dick Dale (1996年-2003年)
  - 搖滾太空山配樂: Higher Ground, performed by Red Hot Chili Peppers (2007年1月3日-4月26日)
  - Rockit Mountain Music: Let it Out, performed by Hoobastank

在神奇王國的飛越太空山取得成功之後，華特迪士尼幻想師計劃在西岸的迪士尼樂園興建一個飛越太空山。

## 東京迪士尼樂園

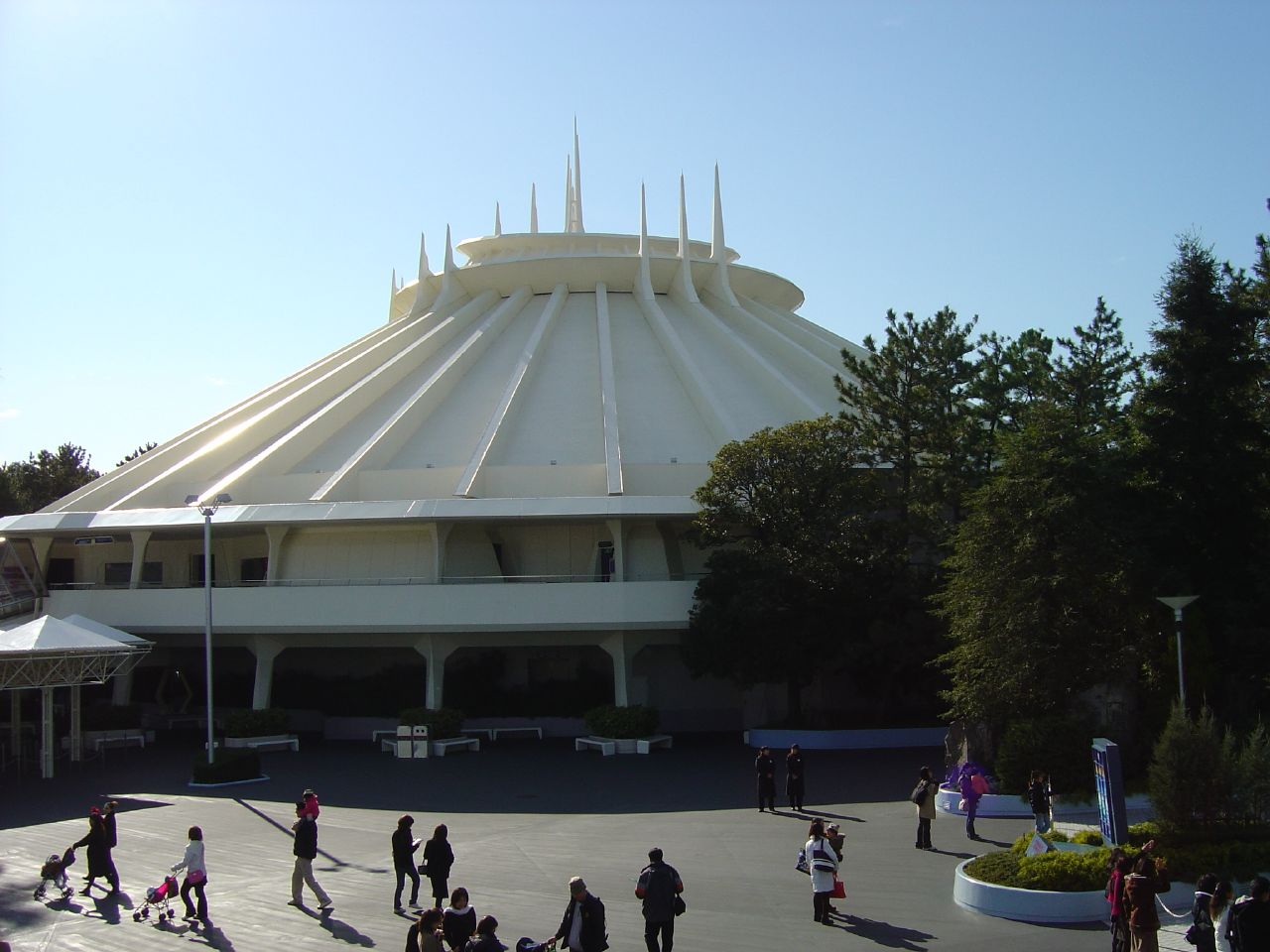
東京迪士尼樂園的飛越太空山

### 概要
在東京迪士尼樂園的飛越太空山於1983年4月15日與樂園一同開放。如同其他飛越太空山,這版本一樣極受年輕成年人及過山車發燒友歡迎。2003年12月，東京迪士尼樂園過山車離開月台10米後發生出軌意外，當時過山車上有12名乘客，當時過山車行駛速度較慢，幸沒有受傷。

### 設施資料
- 開幕日期: 1983年4月13日 (與東京迪士尼樂園一同開幕)
- 設計: 華特迪士尼幻想工程
- 車輛: 12
  - 車輛: 火箭車
- 建築半徑: 200 尺 (61 公尺)
- 最大落差: 17 尺 (5.15 公尺)
- 建築高度: 118 尺 (35 公尺)
- 軌道長度: 3,450 尺 (1052 公尺)
- 體積: 1.8 百萬立方尺 (51,000 立方公尺)
- 最高速度: 30 mph (48 km/h)
- 身高要求: 40 吋 (1.02 公尺)
- 遊樂時間: 2:45
- 需要的票: "E"
- 乘坐系統: 過山車
- 贊助商: 可口可樂日本	株式會社

## 巴黎迪士尼樂園

### 設施資料
- 開幕日期: 1995年6月1日
- 關閉日期: 2005年1月11日
- 重開日期: 2005年4月9日
- 設計: 華特迪士尼幻想工程, Vekoma
- 車輛: 5
  - 車輛主題:火箭
  - 每列車火箭: 6
    - 每列車乘客: 24 (or 4 per Rocket)
- 建築半徑: 200 尺 (61公尺)
- 軌道高度: 141 尺 (31公尺)
- 軌道長度: 3280 尺 (1000公尺)
- 最高速度: 43.5 mph (70 km/h)
- 身高要求: 48 吋 (1.20公尺)
- 遊樂時間: 2:27
- 配樂: Mission 2,由Michael Giacchino作曲 (2005年-現在)
  - 過去配樂: De la Terre à la Lune,由Steve Bramson作曲 (1995年-2005年)
- 乘坐系統: 過山車

## 香港迪士尼樂園

### 概要

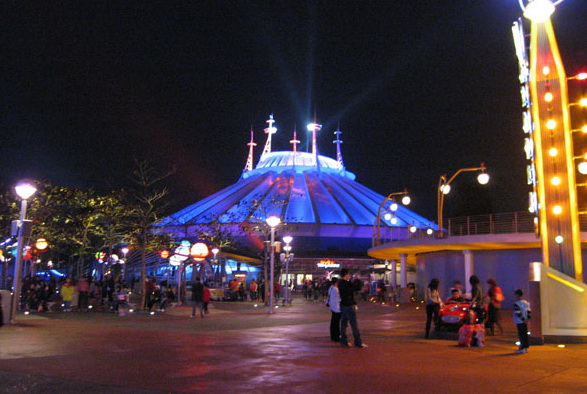
香港迪士尼樂園星戰極速穿梭命名前的飛越太空山

香港迪士尼樂園的飛越太空山（不計算近期2個翻新的迪士尼樂園 及 東京迪士尼樂園）是參照經整修迪士尼樂園的飛越太空山，連同相似的配樂及同一佈局，並加入了沒有出現在經整修的加州版本的新特別效果（例如光管隧道）。
不像大部分的飛越太空山, 設施等待上車區域比較細小。太空站由兩個相似迪士尼樂園 和 東京迪士尼樂園複製出來的複製品。這飛越太空山內反而不是一條黑暗的隊列，而是設置了霓虹燈、UV燈光及與星圖案一起佈置該區域的各種不同暖色構成的褐色色調的星球。太空站內層的牆由佈上霓虹燈條用來照明和裝飾。
這是唯一一個飛越太空山設有單人乘客輪候隊伍而並排著普通輪候隊伍及快速通行咭輪候隊伍。一樣與大部分飛越太空山不同，該建築大致上獨立，特徵是建築物附設了一個較小遊樂設施，但在太空旅程中是看不見的。而且路軌上還有特殊的感應器。
由2016年6月11日起由，「飛越太空山」改建而成「星戰極速穿梭」(Hyperspace Mountain)，會帶領大家穿梭於《星球大戰》中 X-wing 戰機與鈦戰機之間激烈戰鬥。

### 設施資料
- 開幕日期: 2005年9月12日（與香港迪士尼樂園一同開幕）
- 設計: 華特迪士尼幻想工程師 及 Vekoma
- 車輛: 13
  - 車輛主題: 火箭
- 建築直徑: 200尺（61公尺）
- 軌道高度: 75尺（22.7公尺）
- 最大落差: 27尺（8.18公尺）
- 建築高度: 118尺（36公尺）
- 軌道長度: 3,450尺（1052公尺）
- 體積: 1.8百萬立方尺（51,000立方公尺）
- 最高速度: 每小時54公里
- 身高要求: 102厘米 或 以上
- 遊樂時間: 約 2分45秒
- 需要的票: "E"
- 音樂: Space Mountain, 由Michael Giacchino（作曲2005年至2016年6月11日）迪士尼黑色世界音樂 Space Mountain Ghost Galaxy'星戰極速穿梭Star Wars Hyperspace Mountain Soundtrack
- 乘坐系統: 過山車

## 外部連結
- 迪士尼樂園飛越太空山官方網頁(英文) （页面存档备份，存于）
- 神奇王國飛越太空山官方網頁(英文)
- 東京迪士尼樂園飛越太空山官方網頁
- 巴黎迪士尼樂園飛越太空山官方網頁(英文)
- 香港迪士尼樂園飛越太空山官方網頁 （页面存档备份，存于）
- 蘋果日報2006-11-07[永久]
- The HKDL Source-Space Mountain
- Disney Mountain Rides - 飛越太空山(英文) （页面存档备份，存于）
- Space Station 77 - 飛越太空山愛好者網(英文)
- 飛越太空山簡介(中文) （页面存档备份，存于）